# Еуфросинија Комнина Дукина Палеологина
Еуфросина Комнина Дукина Палеологина или само Еуфросинија Палеолог (грч. Ευφροσύνη Κομνηνή Δούκαίνα Παλαιολογίνη, или Ευφροσύνη Παλαιολογίνη) је била византијски аристократа из 14. века – коктитор цариградског манастира „Пресвете Богородице Сигурне Наде“ и аутор његовог другог типика.
Ефросинија је била ћерка великог стратопаедарха Јована Синадина и његове жене Теодоре Палеологине, која је била братаница цара Михаила VIII Палеолога. Међутим, Ефросинија је од рођења била обећана Богу и спремала се да се замонаши.
После смрти Јована Синадина, између 1310. и 1328. године, његова жена Теодора замонашила се у цариградском манастиру Пресвете Богородице Сигурне Наде (Βεβαιας Ελπιδος) који је основала под именом Теодула. Заједно са њом замонашила се и њена ћерка Еуфросина. Између 1327. и 1347. године Теодора је припремила први типик манастира, а после њене смрти у другој четвртини 14. века, Еуфросинија је сачинила други манастирски статут, који је био приложен уз оригинални први документ. Међутим, типик Еуфросине Палеологине је пре низ редакција оригиналних статута које је раније саставила њена мајка Теодора, и нема карактер самосталног или потпуно оригиналног документа.